# Gediminas Jokūbonis
Gediminas Jokūbonis (* 8. März 1927 in Kupiškis; † 8. Oktober 2006 in Wilna) war ein litauischer Bildhauer und Hochschullehrer.

## Leben
Jokūbonis begann 1946 ein Bildhauereistudium am Institut für Angewandte und Dekorative Kunst in Kaunas. 1952 schloss er das Studium am Wilnaer Kunstinstitut der Litauischen SSR ab. Bei seinen Werken kam es ihm auf einfache Formen, ausdrucksstarke Umrisse und kompakte Anordnungen an. Bekannt wurde er durch seine Mutter von Pirčiupiai (1960) in der Gedenkstätte Pirčiupiai in der Rajongemeinde Varėna, die an das Massaker der Wehrmacht in Pirčiupiai 1944 erinnert. Für dieses Werk bekam Jokūbonis den Staatspreis der Litauischen SSR und den Leninpreis.
1965 wurde Jokūbonis Dozent am Wilnaer Kunstinstitut und Mitglied der KPdSU. Die Ernennung zum Professor folgte 1974. 1983 wurde er Mitglied der Kunstakademie der UdSSR.
Jokūbonis schuf Denkmäler für Lenin in Moskau (1967), Klaipėda (1976) und Panevėžys (1983), für den Opernsänger Kipras Petrauskas (in Wilna vor dem Litauischen Nationaltheater für Oper und Ballett, 1974), den litauischen Dichter Maironis (Kaunas, 1977), den sowjetischen Offizier und Autor Vytautas Putna (Molėtai, 1980), den polnischen Dichter Adam Mickiewicz (Wilna, 1984, Architekt Vytautas Edmundas Čekanauskas), den Dichter Antanas Vienažindys (Mažeikiai, 1987), den Großfürsten Vytautas (Birštonas, 1998) und den Dichter und Bischof Antanas Baranauskas (Seinai, 1999). Er gestaltete Europas geografisches Zentrum (zwischen Wilna und Molėtai, 2004). Auch schuf er Porträtskulpturen, Grabdenkmäler und Medaillen. Zum 400-jährigen Jubiläum der Universität Wilna (1979) fertigte er das Hautrelief des litauischen Historikers Simonas Daukantas an (jetzt in der Šv. Jono Krikštytojo ir Šv. Jono apaštalo ir evangelisto-Kirche in der Altstadt Wilna). Zum 450. Jahrestag des Erscheinens des Katechismus des preußischen Pfarrers Martynas Mažvydas schuf er dessen Statue, die 1997 in der Litauischen Martynas-Mažvydas-Nationalbibliothek aufgestellt wurde.

## Ehrungen
- Staatspreis der Litauischen SSR (1960)
- Leninpreis (1963)
- Volkskünstler der Litauischen SSR (1977)
- Volkskünstler der UdSSR (1987)

## Werke

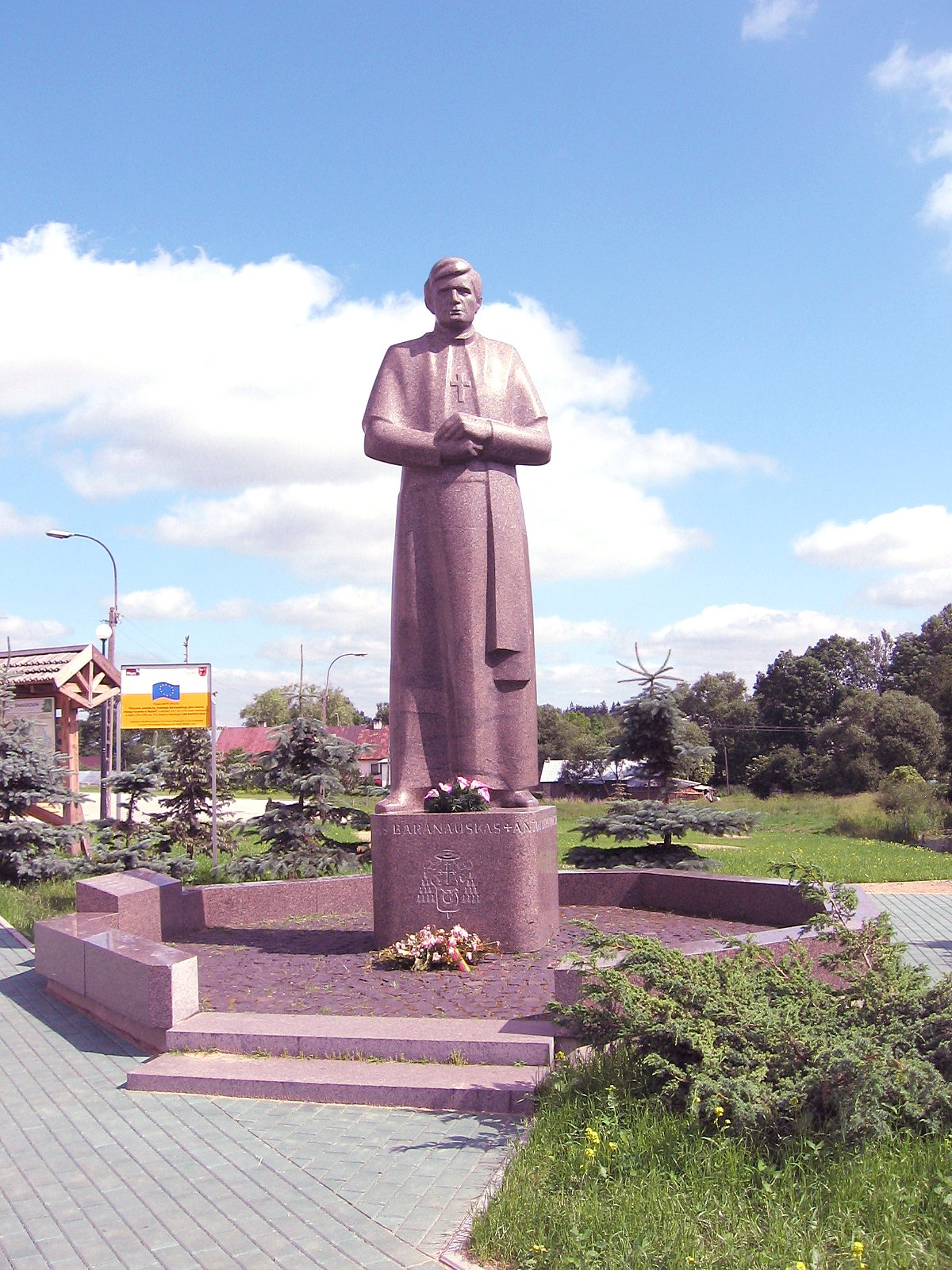
Antanas Baranauskas
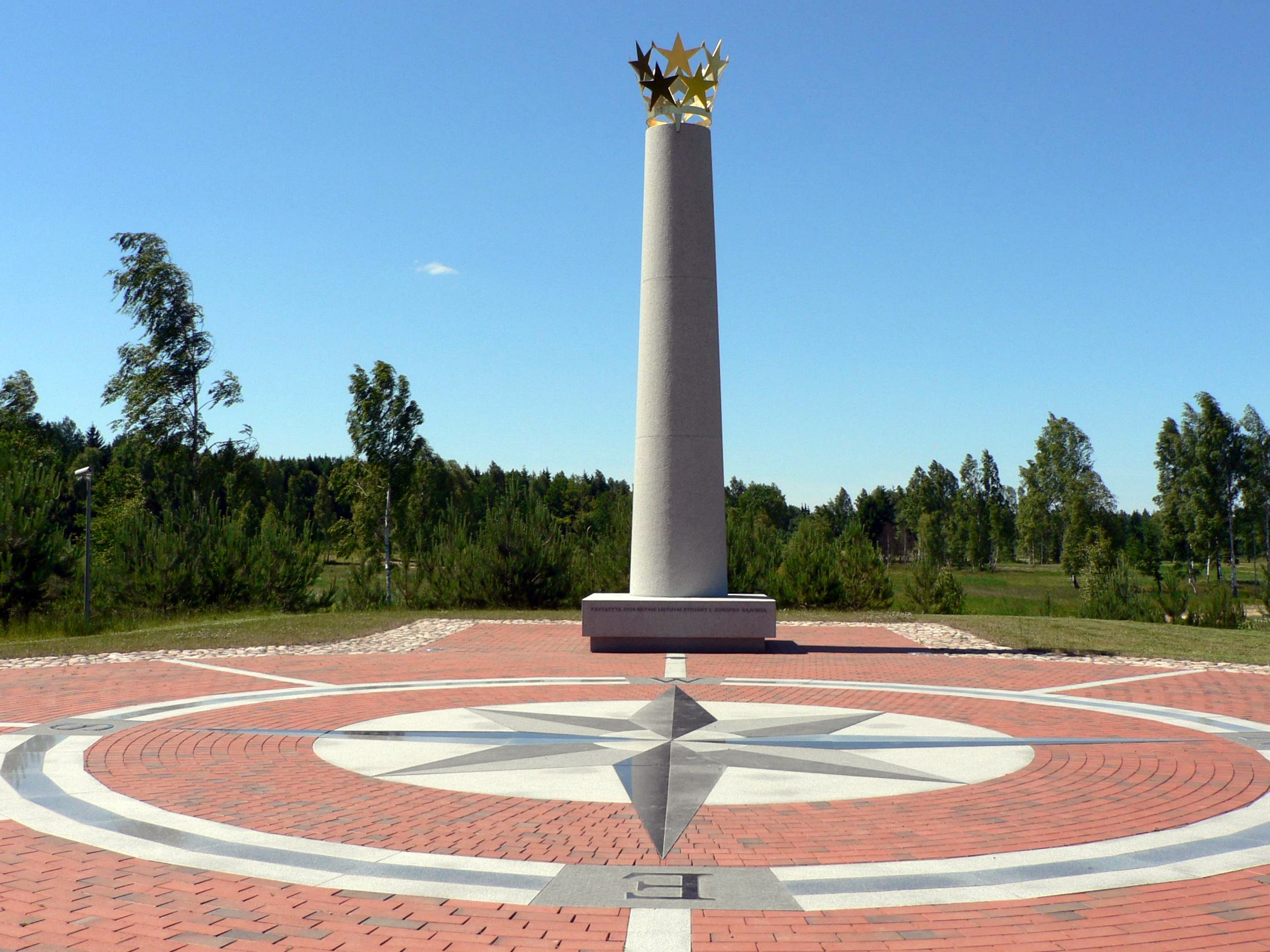
Europas geografisches Zentrum